# Jean-Pierre Rioux
Pour les articles homonymes, voir Rioux.
Jean-Pierre Rioux, né le 15 février 1939 à Clichy et mort le 6 décembre 2024 à Versailles, est un historien français, professeur d’université, homme de presse et de radio.
Il est spécialiste de l'histoire contemporaine de la France, notamment d'histoire politique, culturelle et sociale. Il est également engagé en politique au MoDem.

## Biographie

### Jeunesse et études
Jean-Pierre Rioux est issu d'une famille d'origine corrézienne,.
Il étudie l'Histoire à la Sorbonne et milite au sein de l'UNEF contre la guerre d'Algérie. Il est reçu à l'agrégation d’histoire en 1964.
Époux d'Hélène Rioux, il est le père d'Emmanuelle Rioux, rédactrice en chef de la revue Inflexions, et de Rémy Rioux.

### Carrière
Il est professeur au lycée Marceau de Chartres et au lycée Pasteur de Neuilly-sur-Seine entre 1964 et 1972.
Il est chargé de cours, assistant puis maître-assistant d’histoire contemporaine à l’université de Paris X Nanterre entre 1970 et 1980. Il est parallèlement maître de conférence et chargé de cours, puis directeur de séminaire, à l’Institut d'études politiques de Paris à partir de 1978. Entre 1980 et 1991, il est également chargé de recherche puis directeur de recherche à l'Institut d’histoire du temps présent (CNRS).
Il a été Inspecteur général de l’Éducation nationale de 1991 à 2003.
Il est professeur associé à l'université de New York de 1990 à 1995.

### Autres activités
Jean-Pierre Rioux a eu de nombreuses activités éditoriales. Il a été conseiller de la direction et membre du comité de rédaction de L'Histoire de 1978 à 1998, cofondateur et rédacteur en chef de Vingtième Siècle. Revue d'histoire depuis 1984, conseiller scientifique de Notre histoire de 1999 à 2001, membre des comités de rédaction des revues Esprit (1977-1982) et Le Mouvement Social.
Il a été également producteur et chroniqueur à France Culture de 1985 à 1990, chroniqueur aux quotidiens Le Monde (1987-1996) et à La Croix depuis 2000.
Catholique de gauche, il est engagé en politique : adhérent du MoDem depuis la création du parti en 2007. En 2009, la mise en œuvre de l'université populaire du parti centriste lui a été confiée.
Jean-Pierre Rioux meurt le 6 décembre 2024 à l'âge de 85 ans, à Versailles.

## Distinctions
- Chevalier de la Légion d'honneur (23 avril 2000)[11]
- Officier de l'ordre national du Mérite (15 novembre 2011)[11]
- Commandeur de l'ordre des Palmes académiques
- Chevalier de l'ordre du Mérite agricole

## Prix
- Prix Guizot 2004.
- Prix littéraire de La Saint-Cyrienne 2014[12].
- Prix Charles-Aubert d'Histoire 2015
- Grand prix Gobert 2017[13].

## Publications
- Les Bonaparte, Rencontre, 1968, rééd. Complexe, 1981.
- La Révolution industrielle (1780-1880), Seuil, Paris, 1971, rééd. 1999.
- Révolutionnaires du Front populaire, 10-18, 1973.
- Nationalisme et Conservatisme, Beauchesne, 1977.
- La France de la Quatrième République, tome 1, L'Ardeur et la Nécessité, « Nouvelle histoire de la France contemporaine » no 15, Seuil, Paris, 1980, rééd. 2000.
- La France de la Quatrième République, tome 2, L'Expansion et l'Impuissance, « Nouvelle histoire de la France contemporaine » no 16, Seuil, Paris, 1983, rééd. 2000.
- Pierre Mendès France et le mendésisme, Fayard, 1985.
- Erckmann-Chatrian ou le trait d’union, Gallimard, 1989.
- (sous la dir. de) La Guerre d’Algérie et les Français, Fayard, 1990, 700 p.[14]
- Chronique d’une fin de siècle. France,1889-1900, Paris, Seuil, 1991.
- Fins d’empires, Plon, 1992.
- La France de l’expansion. L’apogée Pompidou, Seuil, 1995.
- avec Jean-François Sirinelli, Histoire culturelle de la France, 4 tomes, Paris, Seuil, 1997, rééd. 2005.
- avec Jean-François Sirinelli (dir.), Pour une histoire culturelle, Paris, Seuil, 1997.
- Renault, Hazan, 1998.
- avec Jean-François Sirinelli, La France d'un siècle à l'autre 1914-2000, 2 tomes, Paris, Hachette, 1999.
- avec Philippe Poirrier, Affaires culturelles et territoires, Paris, La Documentation française, 2000.
- De Gaulle, la France à vif, Paris, Liana Lévi, 2000.
- avec Jean-François Sirinelli, La Culture de masse en France de la Belle Époque à nos jours, Paris, Fayard, 2002.
- Au bonheur la France. Des impressionnistes à de Gaulle, Paris, Perrin, 2004[15].
- Jean Jaurès, Paris, Perrin, 2005.
- La France perd la mémoire, Paris, Perrin, 2006.
- Les Populismes, Paris, Perrin, 2006.
- (sous la dir. de) Dictionnaire de la France coloniale, Paris, Flammarion, 2007.
- De Gaulle et l'Algérie, Paris, De Vive Voix, 2010.
- Les Centristes : de Mirabeau à Bayrou, Paris, Fayard, 2011.
- La France coloniale sans fard ni déni. De Ferry à de Gaulle, en passant par Alger, André Versaille éditeur, 2011 ; rééd. Paris, éd. Archipoche, coll. « Archidoc », 2019, 224 p.
- La Mort du lieutenant Péguy : 5 septembre 1914, Paris, Tallandier, 2014.
- Vive l'histoire de France !, Odile Jacob, 2015, 238 p.
- Ils m'ont appris l'histoire de France, Odile Jacob, 2017, 344 p.
- L'Événement Macron. Un abécédaire historique, Odile Jacob, 2017.
- Nouvelle histoire de la France contemporaine: Tome 15, La France de la IVe République. L'ardeur et la nécessité (1944-1952), Seuil, 2018.
- Nos villages. Au cœur de l'histoire des Français, Tallandier, 2019[16].
- Gouverner au centre: La politique que nous n'aimons pas, Les essais, Stock, 2020.
- Les Enfants de Jaurès, Odile Jacob, 2022[17].
- Jean Jaurès, Tempus, 2024.
- Vive nos clochers: Avec Barrès, Hugo, Proust et les autres, Bleu autour, 2024[18].